# Emma Snerle
Emma Strøm Snerle (Dronninglund, 23 marzo 2001) è una calciatrice danese, centrocampista offensivo della Fiorentina e della nazionale danese.

## Carriera

### Club
Snerle cresce calcisticamente nelle giovanili del Fortuna Hjørring, ottenendo significativi risultati già in giovane età, prestazioni che ottengono anche l'attenzione da parte degli osservatori della federazione danese, che le aprono le porte delle nazionali giovanili, e della società che dalla stagione 2016-2017 la aggrega alla prima squadra che disputa la Elitedivisionen, primo livello del campionato danese femminile di calcio, dove fa il suo esordio nel maggio 2017 all'età di 16 anni.
Rimasta alla società di Hjørring anche negli anni successivi, vince il suo primo titolo di Campione di Danimarca al termine del campionato 2017-2018, e quella successiva la sua prima Coppa di Danimarca, stagione dove ha anche il suo esordio, il 12 settembre 2018, nella prima della doppia sfida di UEFA Women's Champions League nei sedicesimi di finale 2018-2019 con le italiane della Fiorentina, giocando entrambi gli incontri persi per 2-0.
Ha prolungato il suo contratto nell'aprile 2019, sottoscrivendo un accordo triennale che la lega alle biancoverdi fino al 2022.
Nel gennaio 2022 passa in forze allo West Ham, restandovi fino all'estate del 2024.
Nel luglio 2024 si accasa alla Fiorentina. Il 3 maggio 2025 segna la sua prima rete con le viola nella vittoria per 1-3 sul campo dell'Inter.

### Nazionale
Snerle inizia ad essere convocata dalla Federazione calcistica della Danimarca (Dansk Boldspil Union - DBU) nel 2016, all'età di 15 anni, per indossare la maglia della formazione under 16 in occasione della doppia amichevole del 1º e 3 novembre con le pari età della Germania prima di essere inserita in rosa con la squadra che disputa l'edizione 2017 della Nordic Cup, collezionando in totale 6 presenze e siglando due reti nel torneo, quell'anno svoltosi in Finlandia.
Sempre nel 2016 è chiamata dal tecnico Danny Jung nella under 17, convocata fin dalle prime fasi delle qualificazioni all'Europeo della Repubblica Ceca 2017. Jung la impiega in tutti i sei incontri del torneo disputati dalla giovanile danese e dove la squadra, classificata seconda nel gruppo 2 della fase élite dietro la Norvegia, non riesce ad accedere alla fase finale come migliore seconda dell'iniziale fase eliminatoria. Dopo l'avvicendamento della panchina della under 17 Snerle continua a ottenere la fiducia dal nuovo tecnico Kristian Mørch Rasmussen che la convoca anche per la successiva fase delle qualificazioni all'Europeo di Lituania 2018. In questa fase scende in campo in cinque dei sei incontri in programma, fallendo nuovamente con la sua squadra l'accesso alla fase finale, aggiungendo alla fine al suo tabellino 17 presenze e 5 reti con la under 17.
Le prestazioni espresse le consentono, dall'estate di quello stesso anno, la convocazione in under 19 e dopo una serie di amichevoli preparatorie, confermata dal tecnico Søren Randa-Boldt per le qualificazioni all'Europeo di Scozia 2019. Randa-Boldt la impiega in tutti i sei incontri delle due fasi di qualificazione, dove va a segno con Grecia nella prima e Ucraina in quella élite ma nuovamente, dopo la sconfitta per 3-0 con le avversarie, la sua nazionale deve cedere l'accesso alla fase finale alle pari età della Norvegia. Complessivamente, comprese le amichevoli, marca 13 presenze e sigla 3 reti.
Entrata nel giro della nazionale maggiore guidata dal commissario tecnico Lars Søndergaard, fa il suo esordio con la formazione senior il 21 gennaio 2019, nell'amichevole giocata a Larnaca, Cipro, vinta per 1-0 con la Finlandia mentre per un incontro ufficiale UEFA deve aspettare il 29 agosto di quell'anno, nella vittoria per 8-0 sulle avversarie di Malta in occasione delle qualificazioni, gruppo B, all'Europeo di Inghilterra 2022.

## Statistiche

### Presenze e reti nei club
Statistiche aggiornate al 10 maggio 2025.
| Stagione                | Squadra                 | Campionato              | Campionato | Campionato | Coppe nazionali | Coppe nazionali | Coppe nazionali | Coppe continentali | Coppe continentali | Coppe continentali | Altre coppe | Altre coppe | Altre coppe | Totale | Totale |
| Stagione                | Squadra                 | Comp                    | Pres       | Reti       | Comp            | Pres            | Reti            | Comp               | Pres               | Reti               | Comp        | Pres        | Reti        | Pres   | Reti   |
| ----------------------- | ----------------------- | ----------------------- | ---------- | ---------- | --------------- | --------------- | --------------- | ------------------ | ------------------ | ------------------ | ----------- | ----------- | ----------- | ------ | ------ |
| 2017-2018               | Fortuna Hjørring        | E                       | 6          | 0          | CD              | 0               | 0               | UWCL               | 0                  | 0                  | -           | -           | -           | 6      | 0      |
| 2018-2019               | Fortuna Hjørring        | E                       | 19         | 4          | CD              | 3               | 0               | UWCL               | 2                  | 0                  | -           | -           | -           | 24     | 4      |
| 2019-2020               | Fortuna Hjørring        | E                       | 17         | 6          | CD              | 3               | 0               | UWCL               | 4                  | 0                  | -           | -           | -           | 24     | 6      |
| 2020-2021               | Fortuna Hjørring        | E                       | 24         | 7          | CD              | 2               | 0               | UWCL               | 3                  | 1                  | -           | -           | -           | 29     | 8      |
| lug-dic 2021            | Fortuna Hjørring        | E                       | 14         | 13         | CD              | 0               | 0               | UWCL               | 0                  | 0                  | -           | -           | -           | 14     | 13     |
| Totale Fortuna Hjørring | Totale Fortuna Hjørring | Totale Fortuna Hjørring | 80         | 30         | -               | 8               | 0               | -                  | 9                  | 1                  | -           | -           | -           | 97     | 31     |
| gen-giu 2022            | West Ham                | WSL                     | 8          | 1          | CI              | 3               | 0               | -                  | -                  | -                  | CL          | 1           | 0           | 12     | 1      |
| 2022-2023               | West Ham                | WSL                     | 12         | 2          | CI              | 2               | 0               | -                  | -                  | -                  | CL          | 2           | 0           | 16     | 2      |
| 2023-2024               | West Ham                | WSL                     | 11         | 0          | CI              | 1               | 0               | -                  | -                  | -                  | CL          | 1           | 0           | 13     | 0      |
| Totale West Ham         | Totale West Ham         | Totale West Ham         | 31         | 3          | -               | 6               | 0               | -                  | -                  | -                  | -           | 4           | 0           | 41     | 3      |
| 2024-2025               | Fiorentina              | A                       | 26         | 1          | CI              | 4               | 0               | UWCL               | 3                  | 0                  | SI          | 1           | 0           | 34     | 1      |
| 2025-2026               | Fiorentina              | A                       | -          | -          | CI              | -               | -               | -                  | -                  | -                  | AWC         | -           | -           | -      | -      |
| Totale Fiorentina       | Totale Fiorentina       | Totale Fiorentina       | 26         | 1          | -               | 4               | 0               | -                  | 3                  | 0                  | -           | 1           | 0           | 34     | 1      |
| Totale carriera         | Totale carriera         | Totale carriera         | 136        | 34         | -               | 18              | 0               | -                  | 12                 | 1                  | -           | 5           | 0           | 171    | 35     |

## Palmarès

### Club
- Campionato danese: 2

Fortuna Hjørring: 2017-2018, 2019-2020
- Coppa di Danimarca: 1

Fortuna Hjørring: 2018-2019

#### Altri piazzamenti
- Campionato danese:

Fortuna Hjørring: :2º posto: 2018-2019

### Individuale
- Talento femminile dell'anno 2019